# Val Brembilla
Val Brembilla är en kommun i provinsen Bergamo i regionen Lombardiet i Italien. Kommunen hade 4 293 invånare (2018).
Kommunen Val Brembilla bildades den 4 februari 2014 genom en sammanslagning av de tidigare kommunerna Brembilla och Gerosa.